# HD 81040 b
HD 81040 b是一個環繞恆星HD 81040的太陽系外行星，屬於類木行星，位於獅子座。該行星的公轉周期超過1000日。它的軌道半長軸是1.94天文單位，但軌道離心率超過了0.5。